# Hotel Northwestern
El Hotel Northwestern (en inglés: Northwestern Hotel) se encuentra en Livingstone, Zambia y fue construido en 1907 por la Sra. y el Sr. Freddie Mills. En realidad, fue el segundo hotel del mismo nombre; el anterior hotel llamado así fue construido en 1906 por los contratistas ferroviarios Pauling y Co que se convirtieron en las oficinas del gobierno. 
Las actividades tales como bailes y reuniones públicas se llevaron a cabo allí y en el hotel se dice que fue abierta la primera barra multirracial en la ciudad en 1961.